# The Congos
The Congos, założony w połowie lat 70. jamajski zespół roots reggae, którego trzon stanowi duet wokalny – Roydel „Ashanti Roy” Johnson (tenor) i Cedric „Congo” Myton (falset) – obaj urodzeni w 1947. W 1977 ukazał się ich debiutancki album Heart Of The Congos, nagrany i wyprodukowany przez Lee „Scratch” Perry'ego w studiu Black Ark, jeden z najbardziej znanych albumów w historii reggae. Po zerwaniu współpracy z Perrym zespół zawiesił działalność do połowy lat 90.

## Dyskografia
- Heart of the Congos 1977
- Congo 1979
- Congos Ashanti 1994
- Natty Dread Rise Again 1997
- Revival 1999
- Live at Maritime Hall: San Francisco 2000
- Give Them the Rights 2005
- Cock Mouth Kill Cock 2006
- Fisherman Style (The Congos & Friends) 2006
- Cock Mouth Kill Cock (2006) Explorer Music also issued as Feast (2006) Kingston Sounds
- Swinging Bridge (2006) Mediacom/Nocturne
- Back in the Black Ark (2009) Mediacom
- We Nah Give Up" Pura Vida & The Congos (2011), Lost Ark Music 001
- Dub Feast (2012) Jamaican Recordings
- FRKWYS Vol. 9: Icon Give Thank (2012), RVNG Intl – razem z Sun Araw and M. Geddes Gengras